# Atmetochilus fossor
Atmetochilus fossor là một loài nhện trong họ Nemesiidae.
Atmetochilus fossor được miêu tả năm 1887 bởi Simon.